# RAF Fairford
Fairford Royal Air Force Base är en flygbas i Storbritannien.   Den ligger i grevskapet Gloucestershire och riksdelen England, i den södra delen av landet, 120 km väster om huvudstaden London. Fairford Royal Air Force Base ligger 87 meter över havet.
Terrängen runt Fairford Royal Air Force Base är platt. Runt Fairford Royal Air Force Base är det tätbefolkat, med 790 invånare per kvadratkilometer. Närmaste större samhälle är Swindon, 13,8 km söder om Fairford Royal Air Force Base. Trakten runt Fairford Royal Air Force Base består till största delen av jordbruksmark.